# Monti dei Mandingo
I Monti dei Mandingo sono una zona montuosa del Mali che si estende dal confine occidentale con la Guinea fino a circa 50 km a ovest di Bamako, la capitale del Mali. Raggiungono un'altitudine di 457 metri sul livello del mare. Kangaba, la patria spirituale del popolo mandinka, si trova ai piedi di queste montagne.
La catena è composta da arenaria, modellata dall'erosione in suggestivi butte e falesie. Alcune di queste formazioni sono state battezzate dalla popolazione locale, come il «Butte della Donna Testarda», che secondo la leggenda sarebbe una donna trasformata in pietra come punizione per essersi rifiutata di cercare ancora il marito perduto.